# 徐建国 (1965年)
徐建国（1965年10月—），男，汉族，江苏如皋人，中华人民共和国政治人物，现任中共黑龙江省委常委、统战部部长。

## 生平
1984年毕业于南京师范大学物理系物理专业，后留校任物理系助教；1990年取得东南大学哲学与科学系自然辩证法专业硕士；
2016年9月，任七台河市市长；2017年6月，任中共佳木斯市委书记；2020年1月，任黑龙江省政府副省长；2021年10月，任中共黑龙江省委常委、秘书长。2022年5月，改任中共黑龙江省委常委、统战部部长、省政协党组副书记。
2018年2月24日，当选为第十三届全国人大代表。